# Golda Meïr
Golda Meïr (hebraisk: גּוֹלְדָּה מֵאִיר (fødselsnavn: ukrainsk:  Голда Мабович tr. Golda Mabovytj) ; født 3. maj 1898 i Kyiv, Russiske Kejserrige, død 8. december 1978 i Jerusalem, Israel) var en israelsk politiker og en af staten Israels grundlæggere i 1948 og blev senere premierminister 1969-1974. Hun var den første kvindelige premierminister i Israel og den tredje i hele verden (de to foregående var Sirimavo Bandaranaike i Sri Lanka og Indira Gandhi i Indien).
Meïr var premierminister under Yom Kippur-krigen i 1973. Offentlig utilfredshed med bl.a. den manglende parathed overfor en krig gjorde at hun blev nødt til at træde tilbage som premierminister året efter.

## Liv
Golda Mabovytj blev født i Kyiv i Rusland (det nuværende Ukraine) i 1898. I 1906 udvandrede hun sammen med sin familie til Milwaukee i Wisconsin i USA. Hun uddannede sig som lærer i USA og blev under sin opvækst optaget af zionismen. I 1921 udvandrede hun sammen med sin mand Morris Myerson til kibbutzen Merẖavya i det daværende Palæstina.

## Politisk arbejde og karriere
I Palæstina blev hun (nu med navnet Golda Myerson) aktiv i den jødiske fagbevægelse Histadrut og i arbejderpartiet Mapai. Hun deltog aktivt i arbejdet for at forøge den jødiske indvandring til Palæstina og udråbe en jødisk stat i landet. I 1946 blev hun leder af den vigtige organisation Jewish Agencys politiske afdeling og beholdt denne stilling indtil udråbelsen af staten Israel i 1948. I juni 1948 blev hun Israels første ambassadør i Sovjetunionen, men vendte året efter hjem for at blive arbejdsminister i David Ben-Gurions regering, efter at hun var blevet valgt til Knesset.
Myerson/Meïr forblev medlem af Knesset indtil 1974. Hun var arbejdsminister i årene 1949-1956 og derefter udenrigsminister 1956-1966. Da hun blev udenrigsminister i 1956, forkortede hun sit efternavn Myerson til det mere hebraiske Meïr, som betyder "oplyse". 1966-1968 var hun generalsekretær for Mapai og gennemførte en sammenslutning af partiet sammen med flere mindre partier til Arbejderpartiet, der blev grundlagt i 1968.
Da premierminister Levi Eshkol døde i 1969, vendte Meïr tilbage til regeringen som ny premierminister og ledte sit parti til en valgsejr i 1969. Hendes embedsperiode blev domineret af striden med de arabiske lande, der kulminerede i Yom Kippur-krigen i 1973. Krigen kom som en overraskelse for Israel; selvom en undersøgelseskommission frikendte Golda Meïr for ansvaret for, at Israel var blevet overrumplet, og hun vandt et nyt parlamentsvalg i december 1973, medførte offentlig utilfredshed med bl.a. den manglende parathed overfor krigen, at hun blev nødt til at træde trådte tilbage som premierminister året efter. Hun blev efterfulgt som premierminister af Yitzhak Rabin den 3. juni 1974. Meir trak sig helt fra det offentlige liv og begyndte at skrive sine erindringer.
Det menes, at Meïr sammen med forsvarsminister Moshe Dayan stod bag den såkaldte Operation Guds Vrede, beslutningen om at opspore og dræbe alle, som direkte eller indirekte havde forbindelse med den palæstinensiske organisation Sorte September, som stod bag München-massakren i 1972, hvor 11 gidsler blandt de israelske deltagere ved De Olympiske Lege blev dræbt.
Golda Meïr døde, i en alder af 80 år, den 8. december 1978 af kræft i Jerusalem. Hun blev begravet på Mount Herzl i Jerusalem den 12. december 1978.

## Filmatisering og biografier
Golda Meïrs erindringer er udgivet af Gyldendal på dansk i 1978 under titlen Mit liv 978-87-0014-35-24.
Hun er desuden blevet portrætteret på film flere gange, bl.a. i 1982 af Ingrid Bergman og australieren Judy Davis (som spiller Meïr som ung) i Bergmans sidste film, A Woman Called Golda. Steven Spielbergs film München om Operation Guds Vrede skildrer i begyndelsen, hvordan Golda Meïr tager beslutningen om at iværksætte operationen.